# Teddy Bear
Teddy Bear ist ein Country-Song des amerikanischen Sängers Red Sovine aus dem Jahr 1976, der im Sprechgesang vorgetragen wird. Im deutschsprachigen Raum wurde das Lied 1978 in der Übersetzung als Ruf’ Teddybär eins–vier von dem österreichischen Sänger Jonny Hill bekannt. 
Das Lied wurde von Billy Joe Burnette gemeinsam mit Tommy Hill und Dale Royal geschrieben. Sowohl die Originalversion als auch die deutsche Fassung beschreiben den Funkkontakt eines Truckers mit einem kleinen Jungen im Rollstuhl, dessen Vater ebenfalls Fernfahrer war und bei einem Unfall ums Leben kam.

## Hintergrund

Single-Etikett von Red Sovines Single Teddy Bear, 1976

Das Lied wurde vom Komponisten Billy Joe Burnette in Zusammenarbeit mit Tommy Hill und Dale Royal geschrieben. Er schrieb das Lied auf der Basis des Textes von Dale Royal, als er in den 1970er Jahren nach Aufenthalten in Philadelphia und Hollywood nach Nashville zu Cedarwood Music kam. Nachdem er den Song geschrieben hatte, wählte er gegen den Willen von Bill Denny, dem Chef von Cedarwood, den Country-Sänger Red Sovine als Interpreten aus, der wegen seiner Songs zu der Zeit als „The King of the Narrations“ galt. Nach Dennys Ansicht war Sovine zu alt für den Song; Burnette setzte sich allerdings durch und überredete den Sänger.
Die Single erschien 1976. In den Vereinigten Staaten war Teddy Bear fünf Wochen lang auf Platz eins der Billboard Country-Charts und erhielt eine Gold-Auszeichnung.

## Text und Musik

### Text
Das Lied behandelt den Funkkontakt eines Truckers mit einem kleinen Jungen im Rollstuhl, dessen Vater ebenfalls Fernfahrer war und bei einem Unfall ums Leben kam. Das Lied ist erzählend, ohne Refrain und wird durchgehend als Sprechgesang in einfachen Paarreimen vorgetragen.
In dem Lied nutzt der kleine Junge, der sich selbst als „Teddybär“ bezeichnet, ein CB-Funkgerät und fragt nach jemandem, der mit ihm sprechen möchte. Der Erzähler, ein Lkw-Fahrer, antwortet auf den Ruf und hört zu, als der Junge seine Geschichte erzählt. Abgesehen von seiner Behinderung und der Tatsache, dass der Vater tot ist, muss seine Mutter arbeiten, um die Familie durchzubringen. Teddybär bezeichnet sich als „crippled“, zu Deutsch verkrüppelt. 
Sein größter Wunsch, eine Fahrt mit seinem Vater im Lastwagen, wurde durch den tödlichen Unfall des Vaters nie erfüllt. Der Erzähler ist von der Geschichte so berührt, dass er beschließt, trotz seines Zeitdrucks den Wunsch des Jungen zu erfüllen. Als er am Haus des Jungen („Jackson Street, 229“) ankommt, stehen dort bereits zahlreiche weitere Lkw, deren Fahrer dem Gespräch gelauscht hatten, und lassen ihn in ihren Lastwagen mitfahren. Der Junge genießt die Show und bedankt sich am Ende bei dem Fahrer dafür.
Am Ende des Tages sammeln die Lastwagenfahrer für die Mutter von Teddybär. Später meldet sich „Mama Teddybär“ auf Sendung. Sie dankt den Fahrern herzlich für ihre Tat und wünscht ihnen für alle Zeit Gottes Segen auf ihren Fahrten.

### Musik
Die begleitende Country-Musik unterlegt den gesprochenen Monolog Sovines und ist im 4/4-Takt gehalten. Sie startet mit einem Intro einer Steel Guitar und bildet dann eine ruhige, zurückhaltend ausgesteuerte und damit dezente Begleitung. Zu einer vom Bass und Rhythmusgitarre getragenen, sich kontinuierlich wiederholenden Akkordfolge werden abwechselnd melodiöse Soli von Steel Guitar, Piano, E-Gitarre und Westerngitarre gespielt. Die Sprechstimme geht auf die jeweils gespielte Melodie nicht ein, setzt aber Pausen zur Synchronisation mit dem Rhythmus. Nach dem letzten Satz blendet die Musik zügig aus.

## Coverversionen und Fortsetzungen
Das Lied wurde sowohl in der Originalversion wie auch in anderen Sprachen mehrfach gecovert. Im amerikanischen Sprachraum wurde es etwa von der Gospelband The Jackson Southernaires 1979, von Ferlin Husky 1987 und von Boxcar Willie 1991 neu eingesungen. 

### Jonny Hill –Ruf’ Teddybär eins–vier
Im deutschsprachigen Raum wurde es unter dem Titel Ruf’ Teddybär eins–vier vom österreichischen Schlager- und Country-Sänger Jonny Hill bekannt, Das Stück von Ulf Krüger und Jonny Hill erschien 1978 als Single bei RCA Records. Auf der B-Seite befindet sich der Titel Kann Liebe alles verzeihn, eine deutsche Fassung von Don Williams’ Some Broken Hearts Never Mend.
Wie im Original ist der deutschsprachige Text in Paarreimen verfasst. Die Begleitmusik ist dagegen dynamischer und mit einer durchgängigen Melodie aufgebaut. Neben den Instrumenten der amerikanischen Version kommen auch Schlagzeug, Mundharmonika, ein vokalisierender Chor und schließlich ein Keyboard zum Einsatz. Mit dem Fortgang der Geschichte steigert sich auch die Dramatik der Musik durch einen stärkeren Einsatz von Schlagzeug, Chor und Keyboard sowie durch mehrere Halbtonrückungen, was die Coverversion vom zurückhaltend und gleichförmig arrangierten Original unterscheidet.

Single-Etikett für Jonny Hill – Ruf’ Teddybär eins-vier

In Deutschland stieg die Single am 19. März 1979 auf Platz 22 in die deutschen Singlecharts ein. Bis April stieg sie bis auf Platz acht und konnte sich dort, mit kurzer Pause, fünf Wochen halten. Insgesamt befand sich das Lied 25 Wochen in den Charts. In der ZDF-Hitparade wurde das Lied im März 1979 vorgestellt, und Jonny Hill präsentierte es bis November 1979 jeden Monat entsprechend der jeweils aktuellen Chartposition, wobei es der Titel im Mai 1979 bis auf Platz zwei in der Sendung schaffte. Insgesamt trat Hill viermal mit dem Song in der ZDF-Hitparade auf. In der Schweiz erreichte die Single in acht Chartwochen mit Position elf ihre höchste Chartnotierung. Ruf’ Teddybär Eins-Vier war die erste und auch einzige Single von Jonny Hill, die sich in den Charts platzieren konnte. 1994 veröffentlichte der Schlager- und Country-Sänger Gunter Gabriel das Lied als Coverversion auf seinem Album Straßenhund.

### Gerard de Vries –Teddy Beer
In den Niederlanden kam bereits 1976 eine Coverversion des Liedes mit dem Sänger Gerard de Vries unter dem Titel Teddy Beer auf den Markt. Es ist ebenfalls eine weitgehend direkt von der amerikanischen Version übersetzte Fassung. De Vries wurde in den Niederlanden in den 1970er-Jahren als Radio-Diskjockey mit seinem Country-Programm Nashville Tennessee bekannt, das er bei Radio Veronica moderierte. Als Sänger wurde er bekannt für verschiedene Lieder, die wie Teddy Bear in der Regel aus dem Englischen übersetzt wurden.
Gerard de Vries veröffentlichte seine Single Teddy Beer 1976 bei dem Label Elf Provinciën. Auf der B-Seite befindet sich das Lied Zijn Leven is de Autobaan, eine niederländische Version von Gunter Gabriels Er ist ein Kerl. Sie stieg nach ihrer Veröffentlichung 1976 in die niederländischen Top 40 auf Rang 20 ein und stieg bis auf den Platz 7, bevor sie wieder abfiel. Insgesamt war das Lied 10 Wochen in den Top 40. Teddy Beer war damit der zweite Top-10-Hit von Gerard de Vries, zugleich jedoch auch sein letzter.

### Fortsetzungen
Neben Coverversionen gab es auch einige Songs, die auf die Story von Teddy Bear aufsetzten und die Geschichte aus der jeweiligen Sicht der Interpreten weitererzählten. So schrieb Billy Joe Burnette Teddy Bear’s Last Ride für die Sängerin Dianna Williams, das ebenfalls 1976 erschien. Der australische Sänger Nev Nicholls veröffentlichte auf seinem Album Loaded Up and Truckin neben einer Cover-Version von Teddy Bear und des ebenfalls von Red Sovine gesungenen Phantom 309 auch die Fortsetzung der Teddy-Bear-Geschichte, bei der „Teddy Bear“ stirbt und von den Truckern auf seiner letzten Reise begleitet wird.
Sovine selbst veröffentlichte mit Little Joe die Geschichte des Hundes eines Lastwagenfahrers, der seinem Herrchen nach einem Unfall das Leben rettete. „Teddy Bear“ ist in diesem Song – nach dem Wiedererlangen seiner Gehfähigkeit – selbst Lkw-Fahrer geworden und besucht den Verunglückten mit mehreren seiner Kollegen.
Auch Jonny Hill veröffentlichte mit Hallo Teddybär, Teddybär, ich danke dir und Papa, ich bin Teddybär mehrere Fortsetzungen der Geschichte. Letztere erschien auf dem Album 20 Jahre Teddybär und erzählte die Geschichte von der Entstehung seiner Version des Liedes und setzte sie in Beziehung zur Geschichte seines behinderten Sohnes Andreas, der dem Text folgend irgendwann zu ihm sagte: „Papa, ich bin Teddybär.“

## Belege
1. 1 2  
Billy Joe Burnette gestorben auf countrymusicnews.de, 4. Januar 2017; abgerufen am 31. Juli 2020.
2. ↑  
Brent Hosier: The Billy Joe Burnette Story Part 1 auf countryentertainmentusa.com; abgerufen am 31. Juli 2020.
3. ↑  
Red Sovine – Teddy Bear bei Discogs; abgerufen am 31. Juli 2020.
4. ↑  
Red Sovine - Teddy Bear (1975) auf cover.info; abgerufen am 31. Juli 2020.
5. ↑  
Red Sovine – Teddy Bear. hitparade.ch, abgerufen am 31. Juli 2020.
6. ↑  
Jonny Hill – Ruf’ Teddybär Eins–Vier bei Discogs; abgerufen am 31. Juli 2020.
7. 1 2  
Jonny Hill – Ruf’ Teddybär eins – vier. offiziellecharts.de, abgerufen am 31. Juli 2020.
8. 1 2  
Jonny Hill – Ruf’ Teddybär eins – vier. hitparade.ch, abgerufen am 31. Juli 2020.
9. ↑  
Gunter Gabriel – Straßenhund bei Discogs; abgerufen am 9. August 2020.
10. 1 2  
Gerard de Vries – Teddy Beer. top40.nl, abgerufen am 9. August 2020.
11. ↑  
Gerard de Vries – Teddy Beer bei Discogs; abgerufen am 9. August 2020.
12. ↑  
Diana Williams – Teddy Bear's Last Ride bei Discogs; abgerufen am 31. Juli 2020.
13. ↑  
Nev Nicholls – Loaded Up and Truckin bei Discogs; abgerufen am 31. Juli 2020.
14. ↑  
Red Sovine – Little Joe bei Discogs; abgerufen am 31. Juli 2020.
15. ↑  
Jonny Hill – Hallo Teddybär bei Discogs; abgerufen am 31. Juli 2020.
16. ↑  
Jonny Hill – 20 Jahre Teddybär bei Discogs; abgerufen am 31. Juli 2020.